# Gunjur (West Coast Region)
Gunjur (Schreibvariante: Gunjar) ist eine Ortschaft im westafrikanischen Staat Gambia.
Nach einer Berechnung für das Jahr 2013 leben dort etwa 22.244 Einwohner, das Ergebnis der letzten veröffentlichten Volkszählung von 1993 betrug 9983.

## Geographie
Gunjur liegt in der West Coast Region, Distrikt Kombo South, und ist ungefähr drei Kilometer von der atlantischen Küste und ungefähr zehn Kilometer von Sanyang entfernt. Nach Brikama beträgt die Entfernung etwa 16 Kilometer.

## Politik
Städtepartnerschaften
Mit Marlborough im Vereinigten Königreich bestand seit 1982 eine Städtepartnerschaft, diese wurde im Juli 2013 seitens der gambischen Behörden untersagt.

## Kultur und Sehenswürdigkeiten
In Gunjur sind heilige und religiöse Steine als Kultstätte unter dem Namen Kenye-Kenye Jamango bekannt, es war die Gebetsstätte des ʿUmar Tall. Auch der Kultplatz Tengworo befindet sich hier.

## Wirtschaft
In Gunjur steht eine chinesische Fischmehlfabrik, die aus Fängen vor der afrikanischen Küste täglich schätzungsweise mehrere hundert Tonnen Fisch verarbeitet.

## Söhne und Töchter der Ortschaft
- Bakery Jatta (* 1998), Fußballspieler